# Eleições municipais no Brasil em 2016
As eleições municipais no Brasil em 2016 ocorreram em 2 de outubro, com segundo turno ocorrido em 30 de outubro. Os eleitores escolheram os prefeitos, vice-prefeitos e vereadores dos 5.568 municípios do país.
O resultado das eleições mostrou um claro avanço da direita bem como um recuo da esquerda, principalmente do Partido dos Trabalhadores (PT). Exemplos mais expressivos deste fenômeno foram a vitória em primeiro turno do empresário tucano João Doria (PSDB) em São Paulo e a do bispo Marcelo Crivella (PRB) no Rio de Janeiro. Por outro lado, o PT perdeu mais de 60% das prefeituras e venceu em apenas uma capital (Rio Branco, Acre). Considera-se que as razões para a derrocada do partido foram os efeitos das investigações da operação Lava Jato, da crise político-econômica de 2014 e do desgaste causado pelo impeachment da presidente Dilma Rousseff.
As convenções partidárias para a escolha dos candidatos ocorreram entre 20 de julho e 5 de agosto. A propaganda eleitoral gratuita começou a ser exibida em 26 de agosto e terminou em 29 de setembro. Até as eleições municipais de 2012, às segundas, quartas e sextas havia o horário para candidatos às prefeituras das cidades, com duração de 30 minutos. As propagandas para vereador aconteciam às terças, quintas e sábados, também com duração de 30 minutos. Ao menos 97 municípios tiveram apenas um candidato a prefeito nessas eleições.
Nessas eleições estreou o aplicativo de denúncias do Tribunal Superior Eleitoral (TSE) para todo o país. Chamado de Pardal, o programa recebeu principalmente denúncias de propaganda irregular (47,5%) e vindas de São Paulo (21%), Paraíba e Pernambuco, de um total de quase 62 mil registradas até 20 de outubro.

## Contexto
A economia encontrava-se em grave estado recessivo. O produto interno bruto (PIB) havia caído em 3,5% em 2015. Poucos meses após as eleições municipais, seria divulgado que, em 2016, o PIB teve uma queda de 3,5% em relação ao ano anterior, valor que mais tarde foi revisado pelo IBGE para 3,3%. A crise econômica estava acoplada a uma crise política, especialmente devido às investigações da Operação Lava Jato para combate à corrupção no país. Entretanto, o efeito foi registrado somente na diminuição de prefeitos eleitos pelo Partido dos Trabalhadores, não tendo atingido o Partido do Movimento Democrático Brasileiro ou o Partido Progressista, que também possuem membros investigados, mas chegaram a registrar crescimento em comparação a 2012.

## Legislação

### Financiamento eleitoral
Em relação às eleições anteriores, em 2012, houve várias alterações na legislação eleitoral. As principais são a vedação da doação por pessoa jurídica e a diminuição do tempo de campanha, de 90 para 45 dias. No rádio e na televisão, a propaganda eleitoral passou de 43 para 35 dias. Também, os tetos de gastos foram enrijecidos, bem como o limite de contratação de cabos eleitorais e seus gastos em alimentação.

### Auditoria
O TSE está desenvolvendo um programa de computador que identifica movimentações financeiras suspeitas durante o período eleitoral. A ideia é prevenir que se tente burlar a vedação de doação por pessoas jurídicas através do "aluguel" de CPF de laranjas.

### Propaganda eleitoral gratuita
A propaganda eleitoral gratuita foi a ser exibida de 26 de agosto e terminou em 29 de setembro. Até as eleições municipais de 2012, às segundas, quartas e sextas havia o horário para candidatos às prefeituras das cidades, com duração de 30 minutos. As propagandas para vereador aconteciam às terças, quintas e sábados, também com duração de 30 minutos.
Com a reforma eleitoral de 2015, (Lei n.º 13.165/2015) a duração foi encurtada para dois blocos diários de 10 minutos e apenas o horário dos candidatos a prefeito vai ao ar diariamente (segunda a sábado). Além dos blocos, os partidos terão direito a 70 minutos diários, que serão distribuídos entre os candidatos a prefeito (60%) e vereadores (40%), para divulgação de inserções. As inserções com duração de 15 segundos, que existiam até as eleições municipais de 2012, agora não serão mais permitidas, dando dando espaço apenas para opções entre inserções de 30 ou 60 segundos. Estas foram as primeiras eleições em que os recém-fundados Rede Sustentabilidade (REDE), Partido da Mulher Brasileira (PMB) e Partido Novo (NOVO) participaram; ambos foram reconhecidos pelo Tribunal Superior Eleitoral (TSE) em 2015.
Além disso, foram alteradas as regras relativas à propaganda eleitoral antecipada, ou seja, aquela que ocorre antes do prazo final para registro de candidatura. A propaganda eleitoral, que podia ser iniciada a partir de 5 de julho, agora só terá início no dia 15 de agosto. Porém, com essa nova regra, a participação de um pré-candidato em entrevistas, programas, encontros ou debates no rádio, na televisão e na internet, passa a não ser mais classificada como propaganda eleitoral antecipada.

### Sistema de dois turnos
Segundo a lei eleitoral em vigor, o sistema de dois turnos – caso o candidato mais votado recebesse menos da maioria dos votos válidos – está disponível apenas em cidades com mais de duzentos mil eleitores. Assim sendo, todas as capitais estaduais podem ter um segundo turno, com a exceção de Palmas; e no total são 92 cidades que podem possuí-lo, o que representa menos de 1% dos municípios brasileiros.
Nas cidades onde houver segundo turno, a propaganda eleitoral gratuita voltará a ser exibida em 15 de outubro e terminará em 28 de outubro.

## Eleição proporcional e quociente eleitoral
Na eleição dos vereadores uma novidade foi introduzida no artigo 109 do Código Eleitoral pela lei n.º 13.165, de 2015, que foi a introdução da chamada "cláusula de barreira", visando a coibir o uso dos "puxadores de voto"; segundo as novas regras somente serão eleitos candidatos que obtiverem 10% para quociente eleitoral, mesmo quando seu partido ou coligação tiver obtido o quociente partidário, segundo as regras disciplinadas em resolução pelo Tribunal Superior Eleitoral.

### Cálculo do quociente eleitoral
Segundo disciplina a Resolução 23.456/2015 do TSE, o quociente eleitoral (QE) é calculado através da divisão entre o número de votos válidos pelo número de vagas em disputa; assim, se numa cidade houve vinte mil votos válidos (que, neste pleito, não mais computará os votos em branco) para dez vagas na Câmara, o quociente será de dois mil votos (20.000 ÷ 10 = 2.000).

### Cálculo do quociente partidário
Ainda conforme a Resolução 23.456/2015, somente terão direito a vaga nas câmaras de vereadores os partidos que preencham o quociente partidário (QP): “Determina-se, para cada partido político ou coligação, o quociente partidário dividindo-se pelo quociente eleitoral o número de votos válidos dados sob a mesma legenda ou coligação, desprezada a fração”.
Segundo esta regra, para se saber quantas vagas um partido A terá direito no exemplo hipotético citado de uma cidade com vinte mil votos válidos para dez vagas no legislativo, o QP será obtido com a divisão do número de votos obtidos pelo QE; supondo-se que um partido ou coligação tenha nesta cidade obtido 11.300 votos, seu QP será conhecido dividindo-se estes votos pelo QE: 11.300 ÷ 2.000 = 5 (a fração restante é desprezada).
Imaginando-se, ainda, que neste exemplo ainda existam a concorrer mais um partido B e uma coligação C, obtendo cada um, respectivamente, 5.500 e 3.200 votos, tem-se que terão direito a vagas da seguinte forma: partido B duas vagas (5.500 ÷ 2.000 = 2) e coligação C a uma vaga (3.200 ÷ 2.000 = 1) (observando-se que as frações foram desprezadas.
Como se observou, há dez vagas em disputa e as vagas preenchidas pelo QP somaram apenas oito; as duas restantes serão preenchidas mediante novo cálculo, para as "sobras", que se explicará adiante. Observa-se que somente preencherão as vagas do partido ou coligação os candidatos que obtiveram o mínimo de votos determinado pelo QE - ou seja, no exemplo, dois mil votos ou mais (cláusula de barreira).

### Cálculo das sobras
Para o preenchimento das vagas que porventura sobrem a partir dos cálculos de QE e QP é feito o cálculo para se obter aquilo que o TSE denominou de "média" de cada partido ou coligação; supondo-se, no exemplo construído aqui, que na coligação C, apesar de ter direito a uma vaga pelo QP, nenhum candidato tenha obtido o mínimo de votos no QE, então haveria no caso a sobra de três vagas: duas pelo cálculo do QP e uma pela cláusula de barreira; estas três vagas serão obtidas pelo cálculo da "média" de cada um dos concorrentes, da forma seguinte, segundo o enunciado da Resolução do TSE (a vaga caberá ao partido ou coligação "que apresentar a maior média um dos lugares a preencher, desde que tenha candidato que atenda à exigência de votação nominal mínima”): votos válidos do partido/coligação divididos pelas vagas QP somada pelas vagas obtidas por média mais um.
No exemplo criado aqui a primeira das três vagas da sobra caberá à coligação C, que terá a maior média:
Partido A - 11.300 ÷ (5 QP + 0 vagas média + 1) = 1.883,33
Partido B - 5.500 ÷ (2 QP + 0 vagas média + 1) = 1.833,33
Coligação C - 3.200 ÷ (0 QP + 0 vagas média + 1) = 3.200
Sobrando ainda duas vagas, é feito novo cálculo, ficando a segunda vaga com o partido A:
Partido A - 11.300 ÷ (5 QP + 0 vagas média + 1) = 1.883,33
Partido B - 5.500 ÷ (2 QP + 0 vagas média + 1) = 1.833,33
Coligação C - 3.200 ÷ (0 QP + 1 vagas média + 1) = 1.600
A vaga remanescente pertencerá, novamente, ao partido B:
Partido A - 11.300 ÷ (5 QP + 1 vagas média + 1) = 1.614
Partido B - 5.500 ÷ (2 QP + 0 vagas média + 1) = 1.833,33
Coligação C - 3.200 ÷ (0 QP + 1 vagas média + 1) = 1.600
Concluídos os cálculos o resultado seria, na hipótese criada, que o partido A ficaria com seis vagas, o partido B com três e a coligação C com uma.

## Apuração
No dia 2 de outubro, as seções eleitorais abriram as 8 horas da manhã em todas as cidades brasileiras. A votação se encerrou às 17 horas. A apuração dos votos começou logo após o encerramento da votação. Não houve necessidade de se aguardar o fim da votação nas cidades de fuso horário diferentes para o início da apuração, diferente do que acontece nas eleições presidenciais. A previsão do Tribunal Superior Eleitoral foi que a apuração fosse concluída por volta das 20 horas.

## Eleições nas capitais
| Capital        | Unidade federativa  | Prefeito                | Partido | Vice-prefeito       |
| -------------- | ------------------- | ----------------------- | ------- | ------------------- |
| Aracaju        | Sergipe             | Edvaldo Nogueira        | PCdoB   | Eliane Aquino       |
| Belém          | Pará                | Zenaldo Coutinho        | PSDB    | Orlando Reis        |
| Belo Horizonte | Minas Gerais        | Alexandre Kalil         | PHS     | Paulo Lamac         |
| Boa Vista      | Roraima             | Teresa Surita           | PMDB    | Arthur Henrique     |
| Campo Grande   | Mato Grosso do Sul  | Marquinhos Trad         | PSD     | Adriane Lopes       |
| Cuiabá         | Mato Grosso         | Emanuel Pinheiro        | PMDB    | Niuan Ribeiro       |
| Curitiba       | Paraná              | Rafael Greca            | PMN     | Eduardo Pimentel    |
| Florianópolis  | Santa Catarina      | Gean Loureiro           | PMDB    | João Batista Nunes  |
| Fortaleza      | Ceará               | Roberto Cláudio         | PDT     | Moroni Torgan       |
| Goiânia        | Goiás               | Iris Rezende            | PMDB    | Major Araújo        |
| João Pessoa    | Paraíba             | Luciano Cartaxo         | PSD     | Manoel Junior       |
| Macapá         | Amapá               | Clécio Luís             | REDE    | Telma Nery          |
| Maceió         | Alagoas             | Rui Palmeira            | PSDB    | Marcelo Palmeira    |
| Manaus         | Amazonas            | Arthur Virgílio Neto    | PSDB    | Marcos Rotta        |
| Natal          | Rio Grande do Norte | Carlos Eduardo Alves    | PDT     | Álvaro Dias         |
| Palmas         | Tocantins           | Carlos Amastha          | PSB     | Cinthia Ribeiro     |
| Porto Alegre   | Rio Grande do Sul   | Nelson Marchezan Júnior | PSDB    | Gustavo Paim        |
| Porto Velho    | Rondônia            | Dr. Hildon Chaves       | PSDB    | Edgar do Boi        |
| Recife         | Pernambuco          | Geraldo Júlio           | PSB     | Luciano Siqueira    |
| Rio Branco     | Acre                | Marcus Alexandre        | PT      | Socorro Neri        |
| Rio de Janeiro | Rio de Janeiro      | Marcelo Crivella        | PRB     | Fernando Mac Dowell |
| Salvador       | Bahia               | ACM Neto                | DEM     | Bruno Reis          |
| São Luís       | Maranhão            | Edivaldo Holanda Júnior | PDT     | Júlio Pinheiro      |
| São Paulo      | São Paulo           | João Doria Júnior       | PSDB    | Bruno Covas         |
| Teresina       | Piauí               | Firmino Filho           | PSDB    | Luiz Júnior         |
| Vitória        | Espírito Santo      | Luciano Rezende         | PPS     | Sérgio Sá           |

### Aracaju
| Candidato(a)     | Partido | Coligação                                                             | Votos  | Porcentagem |
| ---------------- | ------- | --------------------------------------------------------------------- | ------ | ----------- |
| Edvaldo Nogueira | PCdoB   | PCdoB, PT, PSD, PRP, PMDB, PTdoB, PTN e PRB                           | 99.815 | 38,76%      |
| Valadares Filho  | PSB     | PSB, PP, PTB, PTC, PR, PSL, PSC, PPL, PRTB, PROS, SD, PMB, PSDC e PDT | 98.071 | 38,09%      |
| João Alves Filho | DEM     | DEM, PSDB, PV, PPS, PEN e PHS                                         | 25.715 | 9,99%       |
| Dr. Emerson      | REDE    | Sem Coligação                                                         | 23.190 | 9,01%       |
| Sônia Meire      | PSOL    | PSOL e PCB                                                            | 6.436  | 2,50%       |
| Vera Lúcia       | PSTU    | Sem Coligação                                                         | 4.278  | 1,66%       |
| João Tarantella  | PMN     | Sem Coligação                                                         | 0      | 0,00%       |

### Belém
| Candidato(a)       | Partido | Coligação                                                               | Votos   | Porcentagem |
| ------------------ | ------- | ----------------------------------------------------------------------- | ------- | ----------- |
| Zenaldo Coutinho   | PSDB    | PSDB, PSB, PR, DEM, PTB, PTN, SD, PSC, PTdoB, PEN, PSL, PSDC, PMN e PRP | 241.166 | 31,02%      |
| Edmilson Rodrigues | PSOL    | PSOL, PDT, PV e PPL                                                     | 229.343 | 29,50%      |
| Éder Mauro         | PSD     | Sem Coligação                                                           | 128.549 | 16,53%      |
| Úrsula Vidal       | REDE    | REDE e PPS                                                              | 79.968  | 10,29%      |
| Carlos Maneschy    | PMDB    | PMDB, PRB, PP, PROS, PHS e PMB                                          | 75.401  | 9,70%       |
| Regina Barata      | PT      | Sem Coligação                                                           | 13.332  | 1,71%       |
| Lélio Costa        | PCdoB   | Sem Coligação                                                           | 5.900   | 0,76%       |
| Cleber Rabelo      | PSTU    | Sem Coligação                                                           | 1.919   | 0,25%       |
| Professor Ivanildo | PRTB    | Sem Coligação                                                           | 1.910   | 0,25%       |
| Luís Menezes       | PCB     | Sem Coligação                                                           | 0       | 0,00%       |

### Belo Horizonte
| Candidato(a)           | Partido | Coligação                                | Votos   | Porcentagem |
| ---------------------- | ------- | ---------------------------------------- | ------- | ----------- |
| João Leite             | PSDB    | PSDB, PPS, PP, DEM, PRTB e PRB           | 395.952 | 33,40%      |
| Alexandre Kalil        | PHS     | PHS, REDE e PV                           | 314.845 | 26,56%      |
| Rodrigo Pacheco        | PMDB    | PMDB, PTN e PSC                          | 118.772 | 10,02%      |
| Reginaldo Lopes        | PT      | PT e PCdoB                               | 86.234  | 7,27%       |
| Délio Malheiros        | PSD     | PSD e PSB                                | 64.606  | 5,45%       |
| Maria da Consolação    | PSOL    | PSOL e PCB                               | 48.715  | 4,11%       |
| Eros Biondini          | PROS    | Sem Coligação                            | 46.270  | 3,90%       |
| Luis Tibé              | PTdoB   | PTdoB, PPL, PTC, PRP, PEN, PSL, PMB e SD | 38.682  | 3,26%       |
| Sargento Rodrigues     | PDT     | PDT e PTB                                | 34.088  | 2,88%       |
| Marcelo Álvaro Antônio | PR      | PR, PSDC e PMN                           | 32.121  | 2,71%       |
| Vanessa Portugal       | PSTU    | Sem Coligação                            | 5.256   | 0,44%       |

### Boa Vista
| Candidato(a)     | Partido | Coligação                                           | Votos   | Porcentagem |
| ---------------- | ------- | --------------------------------------------------- | ------- | ----------- |
| Teresa Surita    | PMDB    | PMDB, PSB, PR, SD, PPS, PSDC, PTdoB, PSL, PPL e PSD | 121.148 | 79,39%      |
| Sandro Baré      | PP      | PP, PRB, PMB, PMN, PTN, PEN, PTC e PSC              | 14.378  | 9,42%       |
| Roberto Ramos    | PT      | PT e PCdoB                                          | 5.841   | 3,83%       |
| Abel Galinha     | DEM     | DEM, PSDB e PRTB                                    | 3.951   | 2,59%       |
| Jeferson Alves   | PDT     | PDT, REDE e PHS                                     | 3.888   | 2,55%       |
| Kalil Coelho     | PV      | PV e PTB                                            | 2.228   | 1,46%       |
| Luís Oca         | PSOL    | PSOL e PSTU                                         | 1.160   | 0,76%       |
| Alex Ladislau    | PRP     | Sem Coligação                                       | 0       | 0,00%       |
| Márcio Junqueira | PROS    | Sem Coligação                                       | 0       | 0,00%       |

### Campo Grande
| Candidato(a)           | Partido | Coligação                            | Votos   | Porcentagem |
| ---------------------- | ------- | ------------------------------------ | ------- | ----------- |
| Marquinhos Trad        | PSD     | PSD, PEN, PTB, DEM, PTdoB, PMN e PHS | 147.694 | 34,57%      |
| Rose Modesto           | PSDB    | PSDB, PR, PSB, PDT, SD, PRB e PSL    | 113.738 | 26,62%      |
| Alcides Bernal         | PP      | PP e PTC                             | 111.128 | 26,01%      |
| Coronel David          | PSC     | Sem Coligação                        | 20.631  | 4,83%       |
| Marcelo Bluma          | PV      | PV e REDE                            | 10.707  | 2,51%       |
| Alex do PT             | PT      | PT e PCdoB                           | 8.482   | 1,99%       |
| Athayde Nery           | PPS     | Sem Coligação                        | 3.965   | 0,93%       |
| Aroldo Figueiró        | PTN     | Sem Coligação                        | 3.261   | 0,76%       |
| Pedro Pedrossian Filho | PMB     | Sem Coligação                        | 2.416   | 0,57%       |
| Lauro Davi             | PROS    | Sem Coligação                        | 1.943   | 0,45%       |
| Adalton Garcia         | PRTB    | Sem Coligação                        | 1.607   | 0,38%       |
| Suél Ferranti          | PSTU    | Sem Coligação                        | 1.320   | 0,31%       |
| Elizeu Amarilha        | PSDC    | Sem Coligação                        | 200     | 0,05%       |
| José Flávio Arce       | PCO     | Sem Coligação                        | 158     | 0,04%       |
| Rosana Santos          | PSOL    | Sem Coligação                        | 0       | 0,00%       |

### Cuiabá
| Candidato(a)       | Partido | Coligação                                                     | Votos  | Porcentagem |
| ------------------ | ------- | ------------------------------------------------------------- | ------ | ----------- |
| Emanuel Pinheiro   | PMDB    | PMDB, PTB, PP, PSC, PMB, PR, PROS, SD, PPL, PTdoB, PRP e PTC  | 98.051 | 34,15%      |
| Wilson Santos      | PSDB    | PSDB, PMN, PEN, PHS, PSDC, PRTB, PPS, PSL, PSD, DEM, PSB e PV | 81.531 | 28,40%      |
| Procurador Mauro   | PSOL    | Sem Coligação                                                 | 71.336 | 24,85%      |
| Julier             | PDT     | PDT, PT e PCdoB                                               | 23.307 | 8,12%       |
| Serys Slhessarenko | PRB     | PRB e PTN                                                     | 9.242  | 3,22%       |
| Renato Santtana    | REDE    | Sem Coligação                                                 | 3.644  | 1,27%       |

### Curitiba
| Candidato(a)          | Partido | Coligação                              | Votos   | Porcentagem |
| --------------------- | ------- | -------------------------------------- | ------- | ----------- |
| Rafael Greca          | PMN     | PMN, PSDB, PSB, DEM, PTN, PTdoB e PSDC | 356.539 | 38,38%      |
| Ney Leprevost         | PSD     | PSD, PSC, PCdoB, PEN, PSL, PTC e PPL   | 219.727 | 23,66%      |
| Gustavo Fruet         | PDT     | PDT, PV, PTB, PRB e PPS                | 186.067 | 20,03%      |
| Maria Victoria Barros | PP      | PP, PRTB, PR, SD, PHS e PMB            | 52.576  | 5,66%       |
| Requião Filho         | PMDB    | PMDB e REDE                            | 52.017  | 5,60%       |
| Tadeu Veneri          | PT      | Sem Coligação                          | 39.758  | 4,28%       |
| Ademar Pereira        | PROS    | Sem Coligação                          | 11.489  | 1,24%       |
| Xênia Mello           | PSOL    | PSOL e PCB                             | 10.683  | 1,15%       |
| Afonso Rangel         | PRP     | Sem Coligação                          | 0       | 0,00%       |

### Florianópolis
| Candidato(a)      | Partido | Coligação                                                                   | Votos   | Porcentagem |
| ----------------- | ------- | --------------------------------------------------------------------------- | ------- | ----------- |
| Gean Loureiro     | PMDB    | PMDB, PSDB, DEM, PDT, PRB, PRTB, PSC, PTB, PTN, SD, PR, PRP, PPS, PPL e PTC | 100.214 | 40,39%      |
| Ângela Amin       | PP      | PP e PSD                                                                    | 60.959  | 24,57%      |
| Elson             | PSOL    | PSOL, PV e REDE                                                             | 51.106  | 20,60%      |
| Murilo Flores     | PSB     | PSB, PSL, PHS, PROS e PMB                                                   | 22.809  | 9,19%       |
| Angela Albino     | PCdoB   | PCdoB e PT                                                                  | 10.581  | 4,26%       |
| Mauricio Leal     | PEN     | Sem Coligação                                                               | 1.580   | 0,64%       |
| Gabriela Santetti | PSTU    | Sem Coligação                                                               | 843     | 0,34%       |

### Fortaleza
| Candidato(a)      | Partido | Coligação                                                                                    | Votos   | Porcentagem |
| ----------------- | ------- | -------------------------------------------------------------------------------------------- | ------- | ----------- |
| Roberto Cláudio   | PDT     | PDT, DEM, PP, PSD, PTB, PPS, PTN, PSC, PCdoB, PROS, PV, PSL, PMB, PEN, PSDC, PRTB, PTC e PPL | 524.973 | 40,81%      |
| Capitão Wagner    | PR      | PR, PMDB, PSDB e SD                                                                          | 400.802 | 31,15%      |
| Luizianne Lins    | PT      | Sem Coligação                                                                                | 193.687 | 15,06%      |
| Heitor Férrer     | PSB     | PSB e REDE                                                                                   | 90.510  | 7,04%       |
| Ronaldo Martins   | PRB     | Sem Coligação                                                                                | 51.687  | 4,02%       |
| João Alfredo      | PSOL    | PSOL e PCB                                                                                   | 18.048  | 1,40%       |
| Tin Gomes         | PHS     | PHS, PTdoB, PMN e PRP                                                                        | 4.616   | 0,36%       |
| Francisco Gonzaga | PSTU    | Sem Coligação                                                                                | 2.187   | 0,17%       |

### Goiânia
| Candidato(a)      | Partido | Coligação                                                  | Votos   | Porcentagem |
| ----------------- | ------- | ---------------------------------------------------------- | ------- | ----------- |
| Iris Rezende      | PMDB    | PMDB, PRP, DEM, PDT, PRTB e PTC                            | 277.074 | 40,47%      |
| Vanderlan Cardoso | PSB     | PSB, PSDB, PP, PRB, SD, PPS, PSC, PHS, PV, PMB, PSL e PSDC | 217.981 | 31,84%      |
| Delegado Waldir   | PR      | PR, PMN e PTN                                              | 71.727  | 10,48%      |
| Francisco Júnior  | PSD     | PSD e PTB                                                  | 63.712  | 9,31%       |
| Adriana Accorsi   | PT      | PT, PROS, PCdoB, PEN, PTdoB e PPL                          | 46.103  | 6,73%       |
| Flávio Sofiati    | PSOL    | PSOL e PCB                                                 | 5.658   | 0,83%       |
| Djalma Araújo     | REDE    | Sem Coligação                                              | 2.402   | 0,35%       |

### João Pessoa
| Candidato(a)      | Partido | Coligação                                                                               | Votos   | Porcentagem |
| ----------------- | ------- | --------------------------------------------------------------------------------------- | ------- | ----------- |
| Luciano Cartaxo   | PSD     | PSD, PMDB, PSC, PSDB, PP, SD, PTN, PCdoB, PRB, PMN, PSDC e PHS                          | 222.689 | 59,67%      |
| Cida Ramos        | PSB     | PSB, PPL, REDE, PSL, PTB, PMB, PTC, PPS, PR, DEM, PTdoB, PRTB, PEN, PDT, PROS, PV e PRP | 125.146 | 33,54%      |
| Charliton Machado | PT      | Sem Coligação                                                                           | 16.528  | 4,43%       |
| Victor Hugo       | PSOL    | Sem Coligação                                                                           | 8.814   | 2,36%       |

### Macapá
| Candidato(a)    | Partido | Coligação                                    | Votos  | Porcentagem |
| --------------- | ------- | -------------------------------------------- | ------ | ----------- |
| Clécio Luis     | REDE    | REDE, DEM, PPL, PSC, PTdoB, PSDB e PCdoB     | 95.129 | 44,59%      |
| Gilvam Borges   | PMDB    | PMDB, PROS, PDT, PPS, PTN, PSD e SD          | 56.256 | 26,37%      |
| Aline Gurgel    | PRB     | PRB, PTB, PP, PSL, PR, PSDC, PRTB, PMB e PRP | 25.365 | 11,89%      |
| Promotor Moisés | PEN     | PEN, PMN e PTC                               | 15.271 | 7,16%       |
| Genival Cruz    | PSTU    | Sem Coligação                                | 11.242 | 5,27%       |
| Ruy Smith       | PSB     | Sem Coligação                                | 7.922  | 3,71%       |
| Dora Nascimento | PT      | PT e PHS                                     | 2.174  | 1,02%       |

### Maceió
| Candidato(a)        | Partido | Coligação                                                       | Votos   | Porcentagem |
| ------------------- | ------- | --------------------------------------------------------------- | ------- | ----------- |
| Rui Palmeira        | PSDB    | PSDB, PP, PR, PPS, PDT, DEM e PROS                              | 197.134 | 46,86%      |
| Cícero Almeida      | PMDB    | PMDB, PTdoB, PHS, PV, PSC, PRB, PSD, PTB, PTN, PRTB, PCdoB e SD | 104.036 | 24,73%      |
| JHC                 | PSB     | PSB, PSL, PSDC, PMB e PPL                                       | 91.650  | 21,78%      |
| Gustavo Pessoa      | PSOL    | Sem Coligação                                                   | 12.924  | 3,07%       |
| Paulão              | PT      | Sem Coligação                                                   | 10.267  | 2,44%       |
| Fernando do Village | PMN     | Sem Coligação                                                   | 2.759   | 0,66%       |
| Paulo Memória       | PTC     | PTC e PEN                                                       | 1.935   | 0,46%       |

### Manaus
| Candidato(a)         | Partido | Coligação                                              | Votos   | Porcentagem |
| -------------------- | ------- | ------------------------------------------------------ | ------- | ----------- |
| Arthur Virgílio Neto | PSDB    | PSDB, PMDB, PP, PTB, PPS, PTN, PV, PHS, PSL, PRP e PPL | 364.487 | 35,17%      |
| Marcelo Ramos        | PR      | PR, PSD, DEM, PROS, PEN, PTC e PTdoB                   | 257.698 | 24,86%      |
| Silas Câmara         | PRB     | PRB e PSC                                              | 115.770 | 11,17%      |
| José Ricardo         | PT      | PT e PCdoB                                             | 113.939 | 10,99%      |
| Serafim Corrêa       | PSB     | Sem Coligação                                          | 113.054 | 10,91%      |
| Hissa Abrahão        | PDT     | PDT e PSDC                                             | 27.506  | 2,65%       |
| Luiz Castro          | REDE    | REDE e PMN                                             | 20.290  | 1,96%       |
| Henrique Oliveira    | SD      | SD, PRTB e PMB                                         | 16.825  | 1,62%       |
| Marcos Queiroz       | PSOL    | PSOL e PCB                                             | 6.841   | 0,66%       |

### Natal
| Candidato(a)      | Partido | Coligação                                      | Votos   | Porcentagem |
| ----------------- | ------- | ---------------------------------------------- | ------- | ----------- |
| Carlos Eduardo    | PDT     | PDT, PMDB, PR, DEM, PTB, PRB, PSC, PROS e PSDC | 225.741 | 63,42%      |
| Kelps Lima        | SD      | SD, PSB, PHS, PRTB, PTC, PMN e PRP             | 47.576  | 13,37%      |
| Fernando Mineiro  | PT      | PT e PCdoB                                     | 36.123  | 10,15%      |
| Robério Paulino   | PSOL    | Sem Coligação                                  | 24.422  | 6,86%       |
| Márcia Maia       | PSDB    | PSDB, PEN, PP, PTdoB e PMB                     | 19.696  | 5,53%       |
| Rosália Fernandes | PSTU    | Sem Coligação                                  | 1.398   | 0,39%       |
| Freitas Júnior    | REDE    | Sem Coligação                                  | 970     | 0,27%       |

### Palmas
| Candidato(a)     | Partido | Coligação                                               | Votos  | Porcentagem |
| ---------------- | ------- | ------------------------------------------------------- | ------ | ----------- |
| Carlos Amastha   | PSB     | PSB, PTB, PMN, PSL, PTC, PCdoB, PRP e PSDB              | 68.634 | 52,38%      |
| Raul Filho       | PR      | PR, PSC, PPL, PTN, PTdoB, PSD, DEM e PDT                | 41.191 | 31,43%      |
| Cláudia Lelis    | PV      | PV, PMDB, PP, PRB, PPS, PMB, PSDC, PRTB, PROS, SD e PHS | 13.121 | 10,01%      |
| Zé Roberto       | PT      | Sem Coligação                                           | 4.865  | 3,71%       |
| Sargento Aragão  | PEN     | Sem Coligação                                           | 3.226  | 2,46%       |
| Cassius Assunção | PSOL    | Sem Coligação                                           | 0      | 0,00%       |

### Porto Alegre
| Candidato(a)            | Partido | Coligação                                                                  | Votos   | Porcentagem |
| ----------------------- | ------- | -------------------------------------------------------------------------- | ------- | ----------- |
| Nelson Marchezan Júnior | PSDB    | PSDB, PP, PMB e PTC                                                        | 213.646 | 29,84%      |
| Sebastião Melo          | PMDB    | PMDB, PDT, PSD, PSB, DEM, PRB, PPS, PROS, PTN, REDE, PHS, PEN, PSDC e PRTB | 185.655 | 25,93%      |
| Raul Pont               | PT      | PT e PCdoB                                                                 | 117.225 | 16,37%      |
| Maurício Dziedricki     | PTB     | PTB, PR, PSC, SD, PTdoB e PRP                                              | 97.939  | 13,68%      |
| Luciana Genro           | PSOL    | PSOL, PCB e PPL                                                            | 86.352  | 12,06%      |
| Fábio Ostermann         | PSL     | Sem Coligação                                                              | 7.054   | 0,99%       |
| Marcelo Chiodo          | PV      | Sem Coligação                                                              | 4.327   | 0,60%       |
| Júlio Flores            | PSTU    | Sem Coligação                                                              | 2.554   | 0,36%       |
| João Carlos Rodrigues   | PMN     | Sem Coligação                                                              | 1.230   | 0,17%       |

### Porto Velho
| Candidato(a)        | Partido | Coligação                                          | Votos  | Porcentagem |
| ------------------- | ------- | -------------------------------------------------- | ------ | ----------- |
| Dr. Hildon          | PSDB    | PSDB e PSDC                                        | 57.954 | 27,20%      |
| Léo Moraes          | PTB     | PTB, PP, PRP, PTN, PROS, PSC e PPS                 | 55.656 | 26,12%      |
| Dr. Mauro Nazif     | PSB     | PSB, PSD, PDT, PCdoB, PTC, REDE, PPL, PV, PHS e SD | 51.456 | 24,15%      |
| Pimentel            | PMDB    | PMDB, DEM, PRB e PRTB                              | 33.379 | 15,66%      |
| Dr. Ribamar Araújo  | PR      | PR e PSL                                           | 12.481 | 5,86%       |
| Pimenta de Rondônia | PSOL    | Sem Coligação                                      | 2.171  | 1,02%       |
| Roberto Sobrinho    | PT      | Sem Coligação                                      | 0      | 0,00%       |

### Recife
| Candidato(a)    | Partido | Coligação                                                                                               | Votos   | Porcentagem |
| --------------- | ------- | --- | ------- | ----------- |
| Geraldo Júlio   | PSB     | PSB, PMDB, PRTB, PCdoB, PPL, PSC, PR, PMB, PTC, PP, PPS, PSD, PDT, PRP, SD, REDE, PSDC, PROS, PHS e PEN | 430.997 | 49,34%      |
| João Paulo      | PT      | PT, PRB, PTN, PTdoB e PTB                                                                               | 207.529 | 23,76%      |
| Daniel Coelho   | PSDB    | PSDB e PSL                                                                                              | 162.356 | 18,59%      |
| Priscila Krause | DEM     | DEM e PMN                                                                                               | 47.399  | 5,43%       |
| Edilson Silva   | PSOL    | PSOL e PCB                                                                                              | 18.352  | 2,10%       |
| Carlos Augusto  | PV      | Sem Coligação                                                                                           | 5.394   | 0,62%       |
| Simone Fontana  | PSTU    | Sem Coligação                                                                                           | 1.029   | 0,12%       |
| Pantaleão       | PCO     | Sem Coligação                                                                                           | 429     | 0,05%       |

### Rio Branco
| Candidato(a)      | Partido | Coligação                                                                     | Votos   | Porcentagem |
| ----------------- | ------- | ----------------------------------------------------------------------------- | ------- | ----------- |
| Marcus Alexandre  | PT      | PT, PSB, PCdoB, PPL, PRB, PSL, PRP, PHS, PDT, PROS, PTN, PSDC, PMB, PSOL e PV | 104.311 | 54,87%      |
| Eliane Sinhasique | PMDB    | PMDB, PP, PTB, PPS, PMN e PSD                                                 | 60.871  | 32,02%      |
| Carlos Gomes      | REDE    | Sem Coligação                                                                 | 15.735  | 8,28%       |
| Raimundo Vaz      | PR      | PR, PSDB, DEM, PSC, PTC, PEN e SD                                             | 9.202   | 4,84%       |

### Rio de Janeiro
| Candidato(a)     | Partido | Coligação                                                                      | Votos   | Porcentagem |
| ---------------- | ------- | ------------------------------------------------------------------------------ | ------- | ----------- |
| Marcelo Crivella | PRB     | PRB, PR e PTN                                                                  | 842.201 | 27,78%      |
| Marcelo Freixo   | PSOL    | PSOL e PCB                                                                     | 553.424 | 18,26%      |
| Pedro Paulo      | PMDB    | PMDB, PDT, PP, PTB, PSL, SD, DEM, PROS, PHS, PMN, PEN, PSDC, PTC, PTdoB e PRTB | 488.775 | 16,12%      |
| Flávio Bolsonaro | PSC     | PSC e PRP                                                                      | 424.307 | 14,00%      |
| Indio da Costa   | PSD     | PSD, PSB e PMB                                                                 | 272.500 | 8,99%       |
| Carlos Osorio    | PSDB    | PSDB e PPS                                                                     | 261.286 | 8,62%       |
| Jandira Feghali  | PCdoB   | PCdoB e PT                                                                     | 101.133 | 3,34%       |
| Alessandro Molon | REDE    | REDE, PV e PPL                                                                 | 43.426  | 1,43%       |
| Carmen Migueles  | NOVO    | Sem Coligação                                                                  | 38.512  | 1,27%       |
| Cyro Garcia      | PSTU    | Sem Coligação                                                                  | 5.759   | 0,19%       |
| Thelma Bastos    | PCO     | Sem Coligação                                                                  | 0       | 0,00%       |

### Salvador
| Candidato(a)      | Partido | Coligação                                                              | Votos   | Porcentagem |
| ----------------- | ------- | ---------------------------------------------------------------------- | ------- | ----------- |
| ACM Neto          | DEM     | DEM, PMB, PSDB, PMDB, PEN, PHS, PPS, PRB, PSC, PSDC, PTB, PTC, PV e SD | 982.246 | 73,99%      |
| Alice Portugal    | PCdoB   | PCdoB, PT, PSD, PSB e PTN                                              | 193.102 | 14,55%      |
| Sargento Isidório | PDT     | PDT, PMN, PSL, PRP e PROS                                              | 114.291 | 8,61%       |
| Cláudio Silva     | PP      | PP e PR                                                                | 19.333  | 1,46%       |
| Fábio Nogueira    | PSOL    | PSOL e REDE                                                            | 13.747  | 1,04%       |
| Célia Sacramento  | PPL     | Sem Coligação                                                          | 3.079   | 0,23%       |
| Da Luz            | PRTB    | Sem Coligação                                                          | 1.731   | 0,13%       |

### São Luís
| Candidato(a)            | Partido | Coligação                                                    | Votos   | Porcentagem |
| ----------------------- | ------- | ------------------------------------------------------------ | ------- | ----------- |
| Edivaldo Holanda Júnior | PDT     | PDT, PCdoB, PT, PR, DEM, PRB, PTB, PSC, PROS, PEN, PSL e PTC | 239.737 | 45,66%      |
| Eduardo Braide          | PMN     | Sem Coligação                                                | 112.041 | 21,34%      |
| Wellington do Curso     | PP      | PP, PSB, PSD e PHS                                           | 103.951 | 19,80%      |
| Eliziane Gama           | PPS     | PPS, PSDB, SD, PTN, REDE, PV, PTdoB, PRTB e PSDC             | 32.500  | 6,19%       |
| Fábio Câmara            | PMDB    | PMDB e PRP                                                   | 19.045  | 3,63%       |
| Rose Sales              | PMB     | Sem Coligação                                                | 10.346  | 1,97%       |
| Cláudia Durans          | PSTU    | Sem Coligação                                                | 4.299   | 0,82%       |
| Valdeny Barros          | PSOL    | PSOL e PCB                                                   | 2.590   | 0,49%       |
| José Luís Lago          | PPL     | Sem Coligação                                                | 482     | 0,09%       |

### São Paulo
| Candidato(a)      | Partido | Coligação                                                              | Votos     | Porcentagem |
| ----------------- | ------- | ---------------------------------------------------------------------- | --------- | ----------- |
| João Doria Júnior | PSDB    | PSDB, PP, PSL, PPS, DEM, PHS, PMB, PMN, PSB, PV, PRP, PTC, PTN e PTdoB | 3.085.187 | 53,29%      |
| Fernando Haddad   | PT      | PT, PDT, PCdoB, PR e PROS                                              | 967.190   | 16,70%      |
| Celso Russomanno  | PRB     | PRB, PSC, PTB e PEN                                                    | 789.986   | 13,64%      |
| Marta Suplicy     | PMDB    | PMDB e PSD                                                             | 587.220   | 10,14%      |
| Luiza Erundina    | PSOL    | PSOL, PCB e PPL                                                        | 184.000   | 3,18%       |
| Major Olímpio     | SD      | Sem Coligação                                                          | 116.870   | 2,02%       |
| Ricardo Young     | REDE    | Sem Coligação                                                          | 25.993    | 0,45%       |
| Levy Fidelix      | PRTB    | Sem Coligação                                                          | 21.705    | 0,37%       |
| João Bico         | PSDC    | Sem Coligação                                                          | 6.006     | 0,10%       |
| Altino Prazeres   | PSTU    | Sem Coligação                                                          | 4.715     | 0,08%       |
| Henrique Áreas    | PCO     | Sem Coligação                                                          | 1.019     | 0,02%       |

### Teresina
| Candidato(a)   | Partido | Coligação | Votos   | Porcentagem |
| -------------- | ------- | --- | ------- | ----------- |
| Firmino Filho  | PSDB    | PSDB, PMDB, PSDC, PRB, PSB, PP, PMB, PV, PSL, SD, PRP, PRTB, PCdoB, PTdoB, PPS, DEM, PEN, PDT, PSC, REDE e PPL | 220.042 | 51,14%      |
| Dr. Pessoa     | PSD     | PSD, PR e PHS                                                                                                  | 171.113 | 39,77%      |
| Amadeu Campos  | PTB     | PTB, PT, PTC, PMN e PROS                                                                                       | 28.669  | 6,66%       |
| Everton Diego  | PSOL    | Sem Coligação                                                                                                  | 5.108   | 1,19%       |
| Luciane Santos | PSTU    | Sem Coligação                                                                                                  | 2.745   | 0,64%       |
| Quem-Quem      | PTN     | Sem Coligação                                                                                                  | 1.819   | 0,42%       |
| Lourdes Melo   | PCO     | Sem Coligação                                                                                                  | 786     | 0,18%       |

### Vitória
| Candidato(a)    | Partido | Coligação                                                      | Votos  | Porcentagem |
| --------------- | ------- | -------------------------------------------------------------- | ------ | ----------- |
| Luciano Rezende | PPS     | PPS, PSDC, PCdoB, REDE, PHS, PP, PV, PSB, PROS, PRB, PPL e PEN | 81.315 | 43,82%      |
| Amaro Neto      | SD      | SD, PDT, DEM, PRTB, PSD, PMB, PTC, PR, PTN e PTdoB             | 65.554 | 35,32%      |
| Lelo Coimbra    | PMDB    | PMDB, PSDB, PTB, PSC, PMN, PRP e PSL                           | 26.584 | 14,32%      |
| Perly Cipriano  | PT      | Sem Coligação                                                  | 6.461  | 3,48%       |
| André Moreira   | PSOL    | Sem Coligação                                                  | 5.668  | 3,05%       |

## Estatísticas

### Partidos com menor número de candidatos eleitos
- O PSOL foi o partido que obteve o menor número de prefeituras em todo o país, tendo eleito apenas 2 prefeitos nos municípios de Janduís e Jaçanã ambos no RN
- O PCB foi o partido que obteve o menor número de vereadores em todo o país, tendo eleito apenas 1 candidato na cidade de Nossa Senhora do Socorro - SE (Osiel Gomes Batista).

### Por partido
Referência:
| Partido | Candidatos(as) a prefeituras | Prefeitos(as) eleitos(as) | Candidatos(as) a câmara | Vereadores(as) eleitos(as) |
| ------- | ---------------------------- | ------------------------- | ----------------------- | -------------------------- |
| DEM     | 719                          | 265                       | 20359                   | 2898                       |
| NOVO    | 1                            | 0                         | 142                     | 4                          |
| PCdoB   | 322                          | 80                        | 11491                   | 998                        |
| PCB     | 15                           | 0                         | 201                     | 1                          |
| PCO     | 21                           | 0                         | 42                      | 0                          |
| PDT     | 930                          | 334                       | 24200                   | 3756                       |
| PEN     | 170                          | 14                        | 9832                    | 524                        |
| PHS     | 208                          | 36                        | 11429                   | 873                        |
| PMB     | 63                           | 3                         | 4410                    | 218                        |
| PMDB    | 2361                         | 1027                      | 40171                   | 7551                       |
| PMN     | 165                          | 28                        | 7057                    | 522                        |
| PP      | 1149                         | 495                       | 25699                   | 4730                       |
| PPL     | 78                           | 4                         | 3547                    | 110                        |
| PPS     | 408                          | 118                       | 15855                   | 1669                       |
| PR      | 773                          | 297                       | 21034                   | 3024                       |
| PRB     | 429                          | 104                       | 17061                   | 1617                       |
| PROS    | 232                          | 52                        | 10447                   | 982                        |
| PRP     | 121                          | 19                        | 8264                    | 610                        |
| PRTB    | 92                           | 10                        | 6348                    | 387                        |
| PSB     | 1084                         | 414                       | 24932                   | 3625                       |
| PSC     | 326                          | 87                        | 15644                   | 1525                       |
| PSD     | 1358                         | 539                       | 26929                   | 4623                       |
| PSDB    | 1744                         | 793                       | 32546                   | 5355                       |
| PSDC    | 109                          | 9                         | 7296                    | 411                        |
| PSL     | 150                          | 30                        | 10065                   | 875                        |
| PSOL    | 425                          | 2                         | 4635                    | 53                         |
| PSTU    | 49                           | 0                         | 227                     | 0                          |
| PT      | 999                          | 261                       | 22166                   | 2795                       |
| PTdoB   | 118                          | 15                        | 7221                    | 491                        |
| PTB     | 735                          | 261                       | 20981                   | 3042                       |
| PTC     | 113                          | 15                        | 8507                    | 569                        |
| PTN     | 150                          | 30                        | 9370                    | 751                        |
| PV      | 373                          | 100                       | 16047                   | 1519                       |
| REDE    | 154                          | 5                         | 5537                    | 180                        |
| SD      | 272                          | 62                        | 14212                   | 1432                       |